# Два в одном
«Два в одном» — кинофильм режиссёра Киры Муратовой 2007 года, содержащий в себе две новеллы. Премия «Ника» 2007 года в номинации лучший фильм СНГ и Балтики, С сентября 2007 года кинокомедия лицензионно издаётся на DVD компанией «Централ Партнершип», «Мистерия звука». Телепремьера же фильма состоялась 26 сентября 2007 года на телеканале «Россия».

## Сюжет
Новелла первая
«Монтировщики»
В театре повесился актёр. Рабочий сцены Уткин (Александр Баширов) находит ранним утром труп, повешенный на сценическом штакете. Это клоун, без которого через несколько часов сорвутся представления, так как замены нет. Кроме того, актёры и рабочие театра боятся убрать снятый с петли труп с центра сцены, пока не приедет милиция и криминалисты. Труп лежит на сцене, начинается подготовка к спектаклю, репетиции, а далее наслаиваются ещё и внутренние интриги между богемными персонажами. В конце новеллы Уткин, нашедший труп самоубийцы, убивает своего давнего врага — уборщика, скидывая на него молоток.
Новелла вторая
«Женщина жизни»
Первая новелла плавно перетекает во вторую. Об убийстве забыли, труп самоубийцы так и не убрали, зрители уже у дверей зала, все билеты на премьеру проданы. Директор спектакля решает, как выкрутиться и играть актёрам. Начинается спектакль: в зале идёт снег — на сцене громоздкие декорации, где есть одно большое окно, в нём зрители и видят действие второй новеллы. Постепенно спектакль превращается в кинофильм, все условности первой части тают. Девушка Маша вынуждена общаться со своим отцом (Богданом Ступкой) из-за его денег, она терпит его домогательства, так как он, старый извращенец, от безысходности и одиночества не гнушается собственной дочери. Он угрожает ей сексуальным насилием, если она не познакомит его с любой своей подругой в новогоднюю ночь. Маша знакомит отца с работницей трамвайного депо — это наивная, бедная и простая девушка Алиса (Рената Литвинова). Отец Маши запирает дом изнутри, развлекает девушек, играет с ними, предвкушая долгожданный секс, и влюбляется в Алису, тогда как Маша порывается убить отца. Вечером 1 января отец Маши звонит Алисе и просит приехать и остаться навсегда. Та соглашается.

## В ролях
- Богдан Ступка — отец Маши, извращенец и насильник
- Александр Баширов — монтировщик сцены
- Рената Литвинова — Алиса
- Наталия Бузько — Маша
- Жан Даниэль — актёр
- Нина Русланова — рабочая сцены
- Сергей Бехтерев — уборщик сцены

## Съёмочная группа
- Режиссёр: Кира Муратова
- Автор сценария: Евгений Голубенко, Рената Литвинова
- Композитор: Валентин Сильвестров
- Оператор-постановщик: Владимир Панков
- Художник-постановщик: Евгений Голубенко
- Художник по костюмам: Руслан Хвастов
- Декорации: SRS-production